# Viktor Hammer (Maler)
Viktor Carl Hammer (* 9. Dezember 1882 in Wien, Österreich-Ungarn; † 10. Juli 1967 in Lexington, USA) war ein österreichischer Schriftdesigner, Maler, Bildhauer und Grafiker, der 1939 in die Vereinigten Staaten emigrierte. Dort wurde sein Name in der Schreibweise Victor Hammer bekannt.

## Leben und Wirken
Hammer begann sein Architekturstudium im Alter von 15 Jahren bei Camillo Sitte und wechselte 1898 an die Akademie der bildenden Künste Wien zu Christian Griepenkerl und Heinrich Lefler (Malerei) sowie Hans Bitterlich (Bildhauerei), wo er sich mit Richard Gerstl und Konrad Mautner befreundete und die er zehn Jahre später abschloss. An der XXI. Ausstellung des Hagenbundes Weihnachten 1906 nahm er als Gast teil. 1909 erhielt Hammer ein Reisestipendium von der k.k. Akademie. Auf der XLV. Ausstellung der Vereinigung bildender Künstler Österreichs Secession, Wien (November–Dezember 1913) präsentierte er neben größeren Arbeiten auch einige Exlibris. Die Bestandsliste der Bayerischen Staatsgemäldesammlungen listet unter Nr. 8760 ein Gemälde mit dem Titel Dame im Fauteuil von ihm auf, das 1914 entstand.
Während des Ersten Weltkriegs war er Mitglied des k.u.k. Kriegspressequartiers (von 20. Oktober 1915 bis November 1918) und betätigte sich als Kriegsmaler am russischen, italienischen und türkischen Kriegsschauplatz. Danach wendete er sich verstärkt der Grafik und Typografie zu und entdeckte seine Fähigkeit als Buch- und Schriftkünstler.
In der XLVIII. Ausstellung der Vereinigung Bildender Künstler Österreichs Secession, Wien (September bis November 1917) waren viele Arbeiten von ihm zu sehen, überwiegend Porträts.
Vom 28. Oktober bis 21. November 1926 nahm er an der XXXII. Ausstellung der Vereinigung bildender Künstler Mährens zum Thema Wiener Secession in Göding (Hodonín) teil. 1934 entwarf und baute er in Kolbsheim (Elsass) eine Kapelle, die er als Holzschnitt entwarf.
Er betrieb ab 1922 die Stamperia del Santuccio in Florenz mit einer historischen Handpresse und ab 1936 die Schule für freie und strenge Künste in Grundlsee. Dort betätigte er sich als Porträtist und Landschaftsmaler und betrieb im "Hammerhaus" in Archkogl in den Sommermonaten eine Malschule. Am 8. September 1937 wurde in der Vorhalle zum Faistauer-Foyer des Kleinen Festspielhauses Salzburg eine von ihm gefertigte Hofmannsthal-Büste mit der Inschrift »Hugo von Hofmannsthal zum Ruhm und Gedenken MCMXXXVII« enthüllt. Diese Hofmannsthal-Büste wurde beim Umbau des Kleinen Festspielhauses ab Mai 1939 auf Veranlassung der Nationalsozialisten beseitigt und verschwand.
Mit 1. Jänner 1938 erhielt Hammer eine außerordentliche Professur für Malerei an der Akademie der bildenden Künste Wien. Aber schon am Tag des Anschlusses Österreichs an das Deutsche Reich am 13. März 1938 wurde er vorläufig suspendiert und am 1. Oktober 1938 seines Dienstes enthoben. Am 26. Juli 1939 wurde er durch die Verordnung zur Neuordnung des österreichischen Berufsbeamtentums nach §6 mit Wirkung vom 31. August in den Ruhestand versetzt. Einer seiner Schüler war der Maler und Grafiker Emmerich Millim. Hammer lebte damals in St. Martin i.I. und war unter anderem Mitglied der Innviertler Künstlergilde. In der Stamperia del Santuccio gab er 1938 das Buch Tauernreise von Otto Reicher im Handdruck heraus.
Schon vor seiner Pensionierung 1939 hatte Hammer um die Ausreise in die USA angesucht, wo er einen Lehrauftrag für ein Jahr  im Wells College in Aurora im Bundesstaat New York erhalten hatte. Er kehrte nach einem Jahr nicht nach Europa zurück, sondern setzte seine Lehrtätigkeit am Wells College bis 1948 fort. 1943 entwickelte er seine bekannteste Schrift, die American Uncial, die er ebenfalls mit einer Handpresse druckte und gründete die Wells College Press. 1945 zog er nach Lexington in Kentucky, wo er bis zu seinem Lebensende wohnte. Von 1948 bis zu seiner Pensionierung 1953 war er Gastprofessor an der Transylvania University. In Kentucky entwarf er die offizielle Fahne von Louisville, die bis 2003 in Verwendung war.
Er entwarf eine Reihe von Schrifttypen:
- 1923 Hammer Uncial, Gebr. Klingspor
- 1930 Samson, Privatschrift
- 1937 Pindar, Privatschrift
- 1941 Aurora
- 1943 American Uncial, Dearborn TF
- 1953 American Uncial (überarbeitet), Gebr. Klingspor, Linotype
- 1958 Andromaque, Anvil Press
- 1970 Hammer Samson Uncial (überarbeitet von R. Hunter Middleton)
- 1980 Andromaque (überarbeitet von R. Hunter Middleton)

Hammer war zunächst mit Rosi Rossbach verheiratet. Die beiden hatten zwei Kinder. Nach dem Tod seiner ersten Frau heiratete er 1955 Carolyn Reading.

## Verwechslungsgefahr
Viktor Hammer verwendete in Österreich seinen zweiten Vornamen nicht. Es kam daher medial zu Verwechslungen mit dem Wiener Bildhauer Viktor Josef Hammer (1913–1986), der ebenfalls nur seinen ersten Vornamen verwendete.

## Publikationen
- Type design in relation to language & to the art of the punch cutter. Aurora, New York 1947.
- A dialogue on the Uncial between a paeongrapher and a printer. Aurora, New York 1946.
- Erläuternde Anmerkungen zur Pindar-Schrift. Salzburg 1938.
- Victor Hammer. Graz 1936.